# Miftengris
Miftengris scutumatus és una espècie d'aranya araneomorfa de la subfamília Erigoninae, dins de la família Linyphiidae. És l'únic membre del gènere monotípic Miftengris. És un endemisme de Rússia, concretament de l'illa de Sakhalín.
Fou descrit per primera vegada per Kiril Ieskov l'any 1993